# Taiyo Nippon Sanso
Taiyo Nippon Sanso est une entreprise japonaise spécialisée dans les gaz industriels.

## Histoire
En 2014, Mitsubishi Chemical acquiert une participation majoritaire dans Taiyo Nippon Sanso, une entreprise japonaise spécialisée dans les gaz industriels pour 980 millions de dollars. Taiyo Nippon acquiert en novembre 2016 Supagas, une entreprise australienne de gaz industriel, pour environ 225 millions de dollars.
En juillet 2018, Taiyo Nippon Sanso acquiert pour cinq milliards de dollars une partie des activités européennes de Praxair, à la suite de la fusion entre ce dernier et Linde.